# Abu Qilqil

Abu Qilqil là trung tâm hành chính của Nahiya Abu Qilqil của quận Manbij.

Abu Qilqil (tiếng Ả Rập: أبو قلقل, cũng được phiên âm là Abu Qalqal hoặc Qibab Abu Qalqal) là một thị trấn ở phía đông bắc tỉnh Aleppo, tây bắc Syria. Ngôi làng nằm khoảng 10 km (6,2 mi) về phía tây bắc đập Tishreen trên đồng bằng Tishreen, một phần của đồng bằng Manbij lớn hơn. Các địa phương lân cận bao gồm trung tâm huyện Manbij cách 16 km (9,9 mi) về phía tây bắc. Trong cuộc điều tra dân số năm 2004, trung tâm hành chính có dân số 2.742 người.